# Evair Aparecido Paulino
Evair Aparecido Paulino, conegut futbolísticament com a Evair, (Ouro Fino, Brasil, 21 de febrer de 1965) és un exfutbolista brasiler. Va disputar 9 partits amb la selecció del Brasil.